# Перри, Чарли (футболист)
Ча́рльз Пе́рри (англ. Charles Perry), более известный как Ча́рли Пе́рри (англ. Charlie Perry; 3 января 1866, Уэст-Бромидж — 2 июля 1927, там же) — английский футболист, центральный хавбек. Всю свою карьеру провёл в клуб «Вест Бромвич Альбион», также выступал за национальную сборную Англии.

## Клубная карьера
Родился в Уэст-Бромидже (графство Стаффордшир) в семье жестянщика. Выступал за местные школьные футбольные команды, а затем за клуб «Вест Бромвич Строллерз». В 1884 году стал игроком клуба «Вест Бромвич Альбион», сначала как любитель, а в августе следующего года стал профессиональным футболистом. В основном составе «Вест Бромвич Альбион» дебютировал 3 апреля 1886 года в финальном матче Кубка Англии против «Блэкберн Роверс». Игра завершилась безголевой ничьей, а в переигровке, которая прошла неделю спустя, клуб из Блэкберна одержал победу со счётом 2:0. Год спустя Перри вновь сыграл в финале Кубка Англии, на этот раз против клуба «Астон Вилла», и вновь проиграл в нём.
В 1888 году Перри сыграл в третьем подряд финале Кубка Англии и на этот раз одержал в нём победу: «Вест Бромвич Альбион» со счётом 2:1 обыграл «Престон Норт Энд».
8 сентября 1888 года дебютировал в Футбольной лиге в матче против клуба «Сток», который завершился победой «Вест Бромвича» со счётом 2:0. В сезоне 1888/89 Перри провёл за команду 20 из 22 матчей в Футбольной лиге.
В ноябре 1889 года «Эвертон» предложил «Вест Бромвичу» 200 фунтов за трансфер Перри, однако игрок и клуб ответили отказом. В 1891 году Перри стал капитаном «Вест Бромвич Альбион», сменив покинувшего команду Джема Бейлисса. В 1892 году Перри сыграл в четвёртом финале Кубка Англии и помог команде одержать победу над клубом «Астон Вилла».
18 марта 1895 года «подвернул ногу» в полуфинале Большого кубка Бирмингема против клуба «Смолл Хит»; из-за полученной травмы пропустил финалы Большого кубка Бирмингема и Кубка Англии. 17 ноября 1895 года он вышел на поле благотворительного матча против «Астон Виллы», но уже через 15 минут его унесли на носилках. В следующем месяце Чарли Перри объявил о завершении карьеры. Всего он провёл за клуб 219 матчей и забил 16 голов.
Выступал на позиции центрального хавбека, руководя обороной команды, отлично проявлял себя под давлением соперника.

## Карьера в сборной
15 марта 1890 года дебютировал за национальную сборную Англии в матче Домашнего чемпионата против сборной Ирландии на стадионе «Баллинафей Парк» в Белфасте, в котором англичане разгромили соперника со счётом 9:1.
7 марта 1891 года провёл свой второй матч за сборную, выйдя на поле стадиона «Молинью» в Вулвергемптоне в игре против Ирландии, которая завершилась победой англичан со счётом 6:1.
13 марта 1893 года провёл свой третий (и последний) матч за сборную, выйдя на поле стадиона «Виктория Граунд» в Сток-он-Тренте в игре против сборной Уэльса, завершившейся победой англичан со счётом 6:0.

## Достижения
«Вест Бромвич Альбион»
- Обладатель Кубка Англии: 1887/88, 1891/92
- Финалист Кубка Англии: 1885/86, 1886/87

Сборная Англии
- Победитель Домашнего чемпионата Великобритании: 1890 (разделённая победа), 1891, 1893

## После завершения карьеры игрока
С 1898 по 1902 год был одним из директоров клуба «Вест Бромвич Альбион». Впоследствии работал в пивоварне Arnold & Bates, Ltd.
Его младший брат Том Перри также был футболистом и выступал за «Вест Бромвич Альбион» и сборную Англии.